# Corbett Sports Stadium
Il Belle Vue, noto dal 2013 come Corbett Sports Stadium per motivi di sponsorizzazione, è il principale impianto sportivo della cittadina di Rhyl, in Galles.
Inaugurato nel 1892,  lo stadio oggi è dotato di tribune su tutti e quattro i lati del campo. Tre di queste sono coperte.
Il 7 maggio 1962 si è giocata qui la decisiva gara-3 per l'assegnazione della Coppa del Galles di quell'anno, dopo che sia il Bangor City che il Wrexham avevano vinto il rispettivo incontro casalingo. A spuntarla sarà il Bangor City per 3-1.
Tra il 2001 e il 2002 l'impianto è stato oggetto di un ammodernamento che gli ha permesso di rispettare gli standard UEFA e di ospitare partite delle coppe europee, delle Nazionali giovanili maschili o di quella maggiore femminile. La prima partita dei turni preliminari di Champions League si è disputata il 21 luglio 2004, quando il Rhyl FC ha perso 1-3 contro lo Skonto Riga. Nel corso degli anni il Belle Vue ha poi ospitato incontri europei anche per conto del Bangor City e del Bala Town.
Nell'agosto 2013, dopo oltre 120 anni, lo stadio ha abbandonato la propria denominazione originale per accettare l'offerta economica del bookmaker Corbett Sports, in quello che è stato l'accordo di sponsorizzazione più ricco mai stipulato dal Rhyl Football Club.